# Spirano
Spirano é uma comuna italiana da região da Lombardia, província de Bérgamo, com cerca de 4.419 habitantes. Estende-se por uma área de 9 km², tendo uma densidade populacional de 491 hab/km². Faz fronteira com Brignano Gera d'Adda, Cologno al Serio, Comun Nuovo, Lurano, Pognano, Urgnano, Verdello.

## Demografia
| Variação demográfica do município entre 1861 e 2011                               |
|                                                                                   |
| Fonte: Istituto Nazionale di Statistica (ISTAT) - Elaboração gráfica da Wikipedia |